# Barbus hulstaerti
Cá gấu bướm châu Phi (Danh pháp khoa học: Barbus hulstaerti) là một loài cá trong họ Cyprinidae và thuộc chi Barbus. Chúng là loài đặc hữu của nước cộng hoà dân chủ Congo ở Trung Phi, Cá gấu bướm châu phi sống ở những con sông cạn trong rừng nhiệt đới xích đạo, nơi có nhiều các nhánh cây, gỗ lũa đậm chất PH mềm, nơi đây có nguồn nước mát chảy nhẹ nhàng và ánh sáng mờ nhờ các tán rừng nhiệt đới ở phía trên. 